# It's a Compton Thang
It's a Compton Thang è il primo album in studio del gruppo gangsta rap statunitense Compton's Most Wanted, pubblicato nel 1990.

## Tracce
1. One Time Gaffled 'Em Up – 3:55
2. I'm Wit Dat – 4:57
3. Final Chapter – 4:37
4. I Give Up Nuthin – 3:03
5. This Is Compton – 4:32
6. Rhymes Too Funky Pt. 1 (Live at Lonzo's 1988) – 2:29
7. Duck Sick – 4:30
8. Give It Up – 4:09
9. Late Night Hype – 4:49
10. I Mean Biznez – 3:47
11. It's a Compton Thang – 5:11